# San Cristóbal (kommun), Colombia
San Cristóbal är en kommun i Colombia.   Den ligger i departementet Bolívar, i den norra delen av landet, 600 km norr om huvudstaden Bogotá. Antalet invånare är 6 561.